# Van Hemert Groep-DJR
Van Hemert Groep-DJR is een Nederlandse wielerploeg. De ploeg kwam sinds 2005 uit in de continentale circuits van de UCI. Eind 2007 stopte de ploeg als Continental Team. In 2008 ging de ploeg door onder de naam Van Hemert Groep-DJR. De nadruk in deze ploeg ligt vooral op het opleiden van talent. Zo is ongeveer 50% van de renners jonger dan 23 jaar. Ook in 2009 ging deze ploeg verder op clubniveau.

## Ploegen per jaar
- Ploeg 2002
- Ploeg 2007
- Ploeg 2008